# Limnophyes squamiger
Limnophyes squamiger är en tvåvingeart som först beskrevs av Jean-Jacques Kieffer 1924.  Limnophyes squamiger ingår i släktet Limnophyes och familjen fjädermyggor.
Artens utbredningsområde är Tyskland. Inga underarter finns listade i Catalogue of Life.